# Casalmoro
Casalmoro – miejscowość i gmina we Włoszech, w regionie Lombardia, w Mantui.
Według danych na rok 2004 gminę zamieszkiwało 2049 osób, 157,6 os./km².